# Safari (álbum de Miranda!)
Safari (estilizado como SAFAR¡), es el sexto álbum de estudio del grupo de electropop argentino Miranda!, publicado oficialmente el 5 de mayo de 2014. Es el primer álbum sin la participación de Leandro «Lolo» Fuentes (exguitarrista de la banda), debido a su separación. Temporalmente su lugar fue ocupado por Gabriel Lucena, hasta la incorporación de Anuk Sforza, quien había sido invitada anteriormente en vivo.

## Producción
En un principio, el grupo empezó la promoción bajo el nombre de «Nuevo álbum», y se esperaba su estreno en mayo de 2014. El primer sencillo del álbum fue «Extraño», publicándose oficialmente el 24 de diciembre de 2013, pasando después a la promoción de la canción «Fantasmas», publicado el 16 de junio de 2014. Cuando se empezó a promocionar el álbum en descarga digital, se reveló el título de otra nueva canción, «Solo lo sabe la Luna». Warner Music Spain describió el disco de esta manera:

«Diez nuevas canciones para bailar, enamorarse, extrañar, emocionarse, todo ese abanico de sensaciones al cual tiene acostumbrado a su público». -

Uno de los cortes más destacados del disco es la versión de «Miro la vida pasar» de Fangoria, quienes también participan como artistas invitados. El arte de la portada del álbum es obra de Alejandro Ros, mientras que la fotografía ha sido realizada por Marcelo Setton. Safari incluye también un segundo disco con todos los temas en formato acústico.

## Listado de canciones
| N.º | Título                                    | Escritor(es)                                                                                       | Duración |  |
| 1.  | «Fantasmas»                               | Letra: Sebastián Schon - Alejandro Sergi / Música: Cachorro López - Alejandro Sergi                | 3:34     |  |
| 2.  | «Extraño»                                 | Alejandro Sergi                                                                                    | 3:57     |  |
| 3.  | «Es por él»                               | Letra: Sebastián Schon - Alejandro Sergi / Música: Cachorro López - Alejandro Sergi                | 2:56     |  |
| 4.  | «Solo lo sabe la luna»                    | Alejandro Sergi                                                                                    | 3:30     |  |
| 5.  | «Miro la vida pasar» (dueto con Fangoria) | Olvido Gara Jova, Ignacio Guillen Canut, Mauro Guillen Canut, Fernando Delgado Espeja, Pablo Sycet | 3:33     |  |
| 6.  | «Sé mía»                                  | Alejandro Sergi; Juliana Gattas                                                                    | 3:06     |  |
| 7.  | «Buen día»                                | Alejandro Sergi; Juliana Gattas                                                                    | 2:51     |  |
| 8.  | «Nadie como tú»                           | Letra: Alejandro Sergi / Música: Cachorro López - Alejandro Sergi                                  | 3:25     |  |
| 9.  | «Fotos»                                   | Alejandro Sergi; Juliana Gattas                                                                    | 3:29     |  |
| 10. | «Para olvidar tu amor»                    | Alejandro Sergi                                                                                    | 3:23     |  |

| Safari [Deluxe Edition] (Versiones Acústicas) |                                           |              |          |  |
| N.º                                           | Título                                    | Escritor(es) | Duración |  |
| 1.                                            | «Fantasmas» (versión acústica)            |              | 3:42     |  |
| 2.                                            | «Extraño» (versión acústica)              |              | 3:52     |  |
| 3.                                            | «Es por él» (versión acústica)            |              | 2:53     |  |
| 4.                                            | «Solo lo sabe la luna» (versión acústica) |              | 3:24     |  |
| 5.                                            | «Miro la vida pasar» (versión acústica)   |              | 3:32     |  |
| 6.                                            | «Sé mía» (versión acústica)               |              | 3:08     |  |
| 7.                                            | «Buen día» (versión acústica)             |              | 2:13     |  |
| 8.                                            | «Nadie como tú» (versión acústica)        |              | 3:05     |  |
| 9.                                            | «Fotos» (versión acústica)                |              | 2:34     |  |
| 10.                                           | «Para olvidar tu amor» (versión acústica) |              | 2:55     |  |

## Premiaciones
El álbum recibió un Premio Gardel a "Mejor álbum grupo pop" en 2015.

## Miembros
- Ale Sergi
- Juliana Gattas
- Monoto

## Músicos adicionales
- Gabriel Lucena: Bajo, Guitarra, Teclados, Programación.
- Ludo Morell: Batería.
- Alaska: Voz en 5.
- Nacho Canut: Teclados en 5.
- Cachorro López: Bajo en 1, Guitarra Barítono en 3.
- Sebastián Schon: Saxo y Teclados en 1; Guitarra, Programación y Teclados en 3.
- Anuk Sforza: Guitarra en 3, 4 y 10.

## Ficha Técnica
- Productores Ejecutivos: Dani Aprile y Pelo Aprile.
- Director: Pelo Music Lucas Anastasio.
- 1 y 3 Producido por: Cachorro López y Ale Sergi.
- 2, 4, 6, 8 Producido por: Ale Sergi, Cachorro López y Gabriel Lucena.
- 5, 7, 9 y 10 Producido por: Ale Sergi y Gabriel Lucena.
- Grabado en Estudio Fantasma por Fernando Curutchet y Ale Sergi y en Estudio Mondomix por Sebastián Schon y Demián Nava.
- Mezclado en Estudio Fantasma por César Sogbe.
- Masterizado en Master House Studios por José Blanco.

## Safari Acústico
Grabado y mezclado por Fernando Curutchet en Estudio Fantasma y masterizado por Gabriel Lucena: 
- Ale Sergi: Guitarra y voz.
- Juliana Gattas: Voz.
- Gabriel Lucena: Teclados.